# Terebratulida

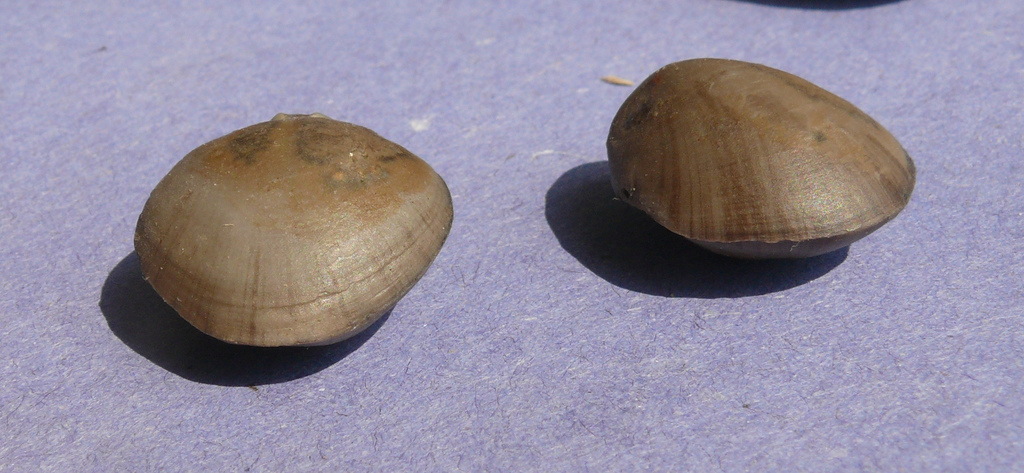
Coenothyris vulgaris

Terebratulida (Terebratuliden) sind ein Taxon von Armfüßern (Brachiopoda) mit kurzem Schlossrand und einer glatten gepunkteten (impunctaten) Schale. Sie besitzen ein schleifenförmiges (=ancylopegmates) Armgerüst. Sie bilden zusammen mit den Protorthida, Orthida, Rhynchonellida, Atrypida, Spiriferida und Pentamerida das Taxon Terebratulida, das seinerseits zum Unterstamm der Rhynchonelliformea zählt.

## Merkmale
Ihr kurzer Schlossrand ist meist gebogen. Die Stielöffnung befindet sich in der Regel im Wirbel. Bekannte Gattungen sind Stringocephalus (Mittel-Devon), Coenothyris cycloides (Trias) und Cincta (Jura).

## Systematik
Die Terebratuliden teilen sich in vier Untertaxa auf, die vorwiegend nach Ausbildung des Armgerüsts untergliedert sind:
- Centronellina Armgerüst ohne aufsteigenden Ast (Devon bis Trias)
- Terebratulina Armgerüst mit aufsteigendem Ast ohne Anbindung an Medianseptum (Devon bis heute)
- Terebratellina Armgerüst mit aufsteigendem Ast mit Anbindung an Medianseptum (Devon bis heute)
- Meganthyridoidea langer gerader Schloßrand (Kreide bis heute)